# Sphinctogonia quincuncula
Sphinctogonia quincuncula är en insektsart som beskrevs av Gustav Breddin 1901. Sphinctogonia quincuncula ingår i släktet Sphinctogonia och familjen dvärgstritar. Inga underarter finns listade i Catalogue of Life.